# ذکریاکلا
ذکریاکلا، روستایی از توابع بخش چهاردانگه شهرستان ساری در استان مازندران ایران  می‌باشد .

## جمعیت
این روستا در دهستان چهاردانگه قرار داشته و بر اساس آخرین سرشماری مرکز آمار ایران که در سال ۱۳۸۵ صورت گرفته، جمعیت آن ۱۰۱نفر (۲۷خانوار) بوده‌است.